# عامر السعدي
الدكتور الفريق عامر حمودي حسن السعدي هو باحث مهندس كيميائي وسياسي عراقي سابق شغل مناصب مختلفة خلال فترة حكم حزب البعث في العراق.
درس عامر السعدي ودرس السعدي الكيمياء في ألمانيا وحصل على الدكتوراه في لندن وهو متزوج من ألمانية تدعى «هيلما»، تزوجها في عام 1968 ولديه منها ميريام وعدنان وقيس وتسكن عائلته في مدينة هامبورغ في ألمانيا.
شغل منصب وزير الصناعة والمعادن للفترة بين عامي 1991 و1993. كما شغل منصب المستشار العلمي لصدام حسين منذ عام 2003 حتى الغزو الأمريكي للعراق. علما أنه لم يكن عضوا في حزب البعث.
ورد اسمه على قائمة العراقيين المطلوبين لدى الولايات المتحدة، وكانت بطاقته تحمل الرمز سبعة ديناري ضمن مجموعة أوراق اللعب لأهم المطلوبين العراقيين. استسلم للقوات الأمريكية في 12 نيسان 2003. وكان قد قال أنه سلم نفسه «لأنه لا يشعر بالذنب بأي شكل من الأشكال».
كان له صلة ببرامج التسليح في العراق، لكنه أنكر المزاعم الغربية حول امتلاك العراق لأسلحة الدمار الشامل وبرامج الحصول عليها، حتى بعد اعتقاله.
أفرج عنه لاحقا وغادر العراق.
وردت أخبار أن قطر استضافته، وقد ذكر الدكتور علاء بشير «أن عامر السعدي يعاني من حالة شلل تام، وهو يحظى برعاية من زوجته المخلصة».
في عام 2017، أقر مجلس النواب العراقي قانونا ينص على مصادرة الأموال المنقولة وغير المنقولة لكل من صدام حسين وزوجاته وأولاده وأحفاده وأقربائه حتى الدرجة الثانية ووكلائهم ومصادرة أموال قائمة من 52 من أركان النظام السابق، كان من بينهم عامر السعدي.